# Грецьке судноплавство

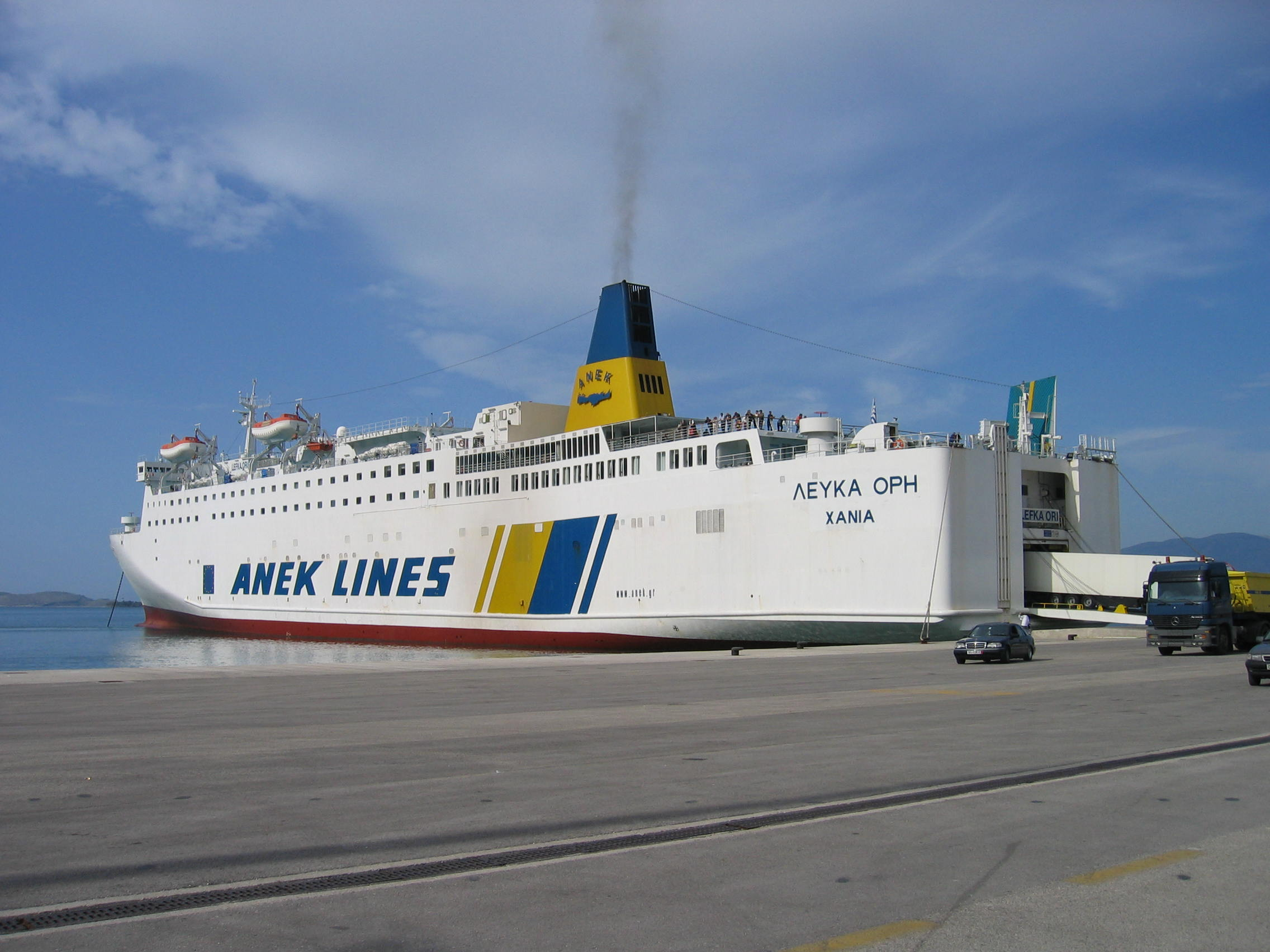
Пароплав «Лефка Орі» компанії ANEK lines

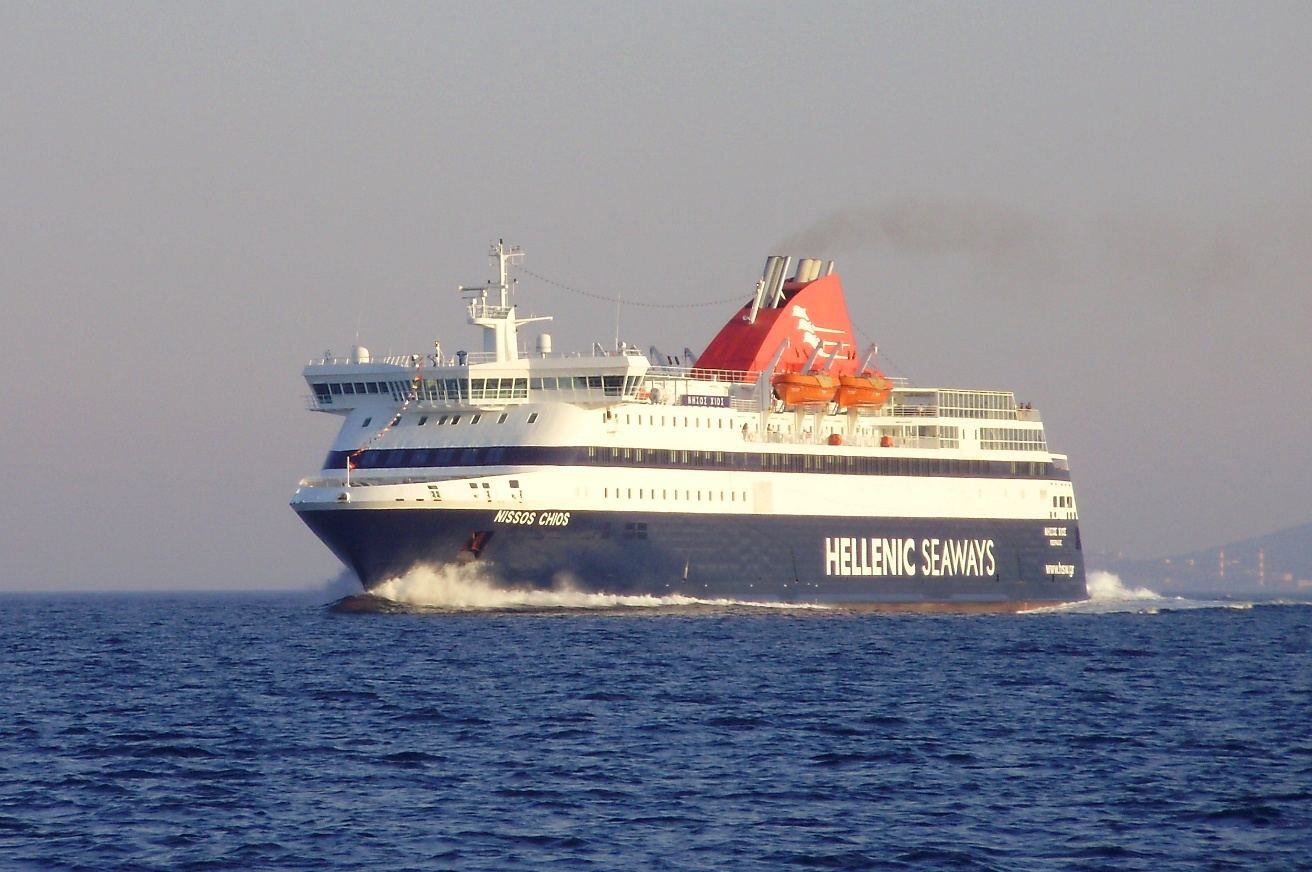
Пароплав «Ніссос Хіос» компанії Hellenic Seaways

Грецьке судноплавство для зовнішньоекономічних зв'язків держави. Лише у деяких країнах, таких як Росія, США, Китай, Канада, Туреччина, Франція, морський транспорт здійснює міжрайонні внутрішні перевезення. Цей транспорт перевозить понад 80% зовнішньоторговельних вантажів. Це найдешевший вид транспорту, бо експлуатація морський шляхів не вимагає значних витрат на утримання мережі, як у інших видах транспорту. Сучасні морські судна здатні перевозити вантажі будь-яких розмірів та ваги.
Торговий флот — сукупність суден країни разом з їх особовим складом, зайнятих комерційною діяльністю. Численні і різноманітні судна торгового флоту розрізняються за типом та призначенням. До торговельного флоту — у широкому сенсі цього поняття — відносяться не тільки судна і плавсклад, але і численні берегові служби: органи оперативного управління, ремонтні та бункерувальні підприємства, агентства морського страхування і багато чого іншого, крім корабелень, доків, причалів і складів. Всі сучасні морські судна мають національний статус, символом якого служить той прапор, що майорить над кожним судном. В іншому випадку судна використовують, так званий, зручний прапор.
За даними Грецької статистичної служби, як наслідок економічної кризи, у першому кварталі 2010 року пасажирські перевезення у грецьких портах зросли лише на 0,7% у порівнянні із відповідним періодом 2009 року. Водночас вантажопотік в грецьких портах знизився на 12,4% в перші три місяці 2010 року, після зниження на 6,6% за аналогічний період минулого року.

## Історія

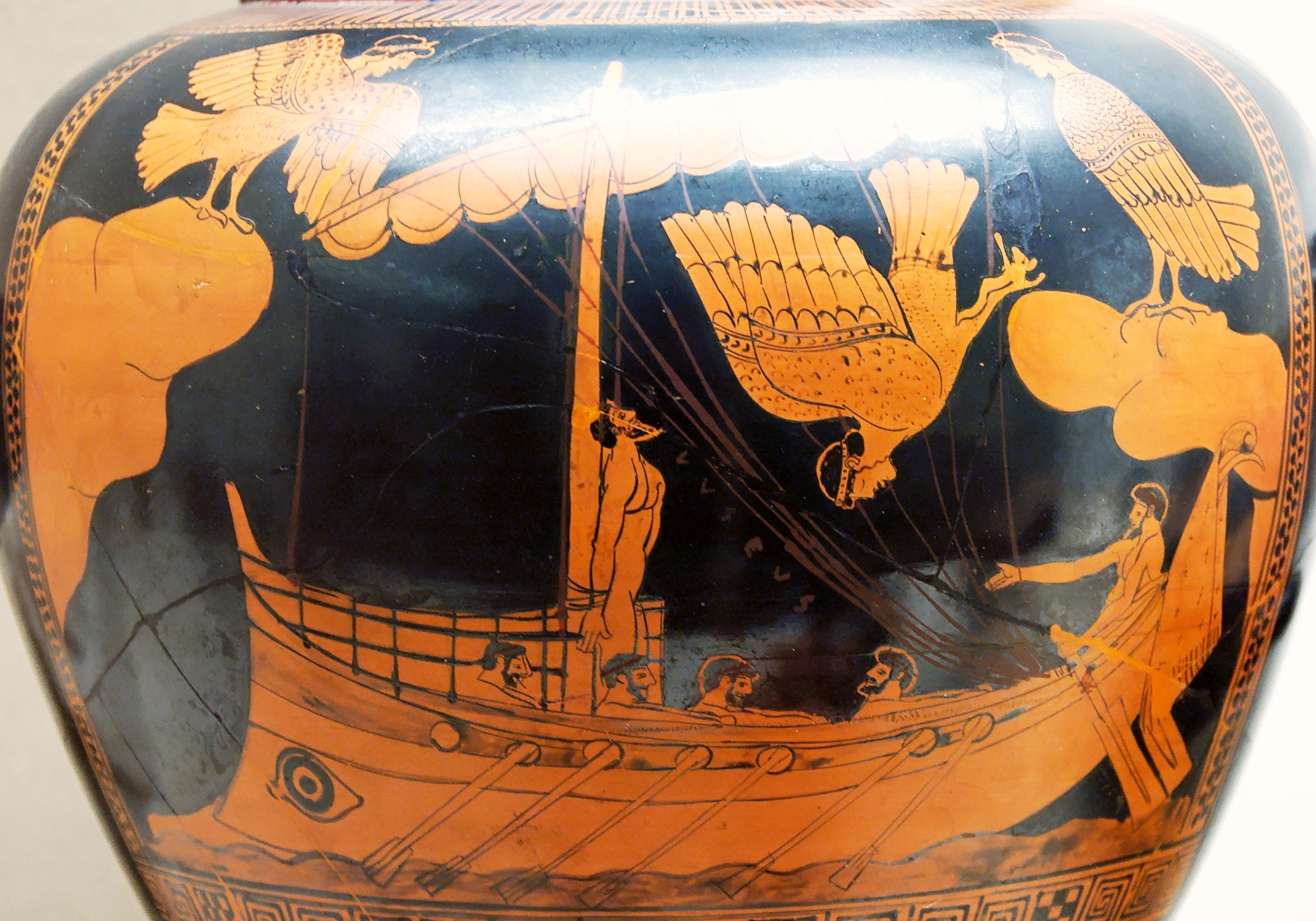
Зображення античного грецького судна: Одіссей та Сирени, червонофігурний стамнос, 480—470 роки до н. е.

Грецьку цивілізацію, на відміну від інших стародавніх суспільств, з повною відповідальністю можна назвати морською. Причому важливо підкреслити, що такий характер вона набула не в результаті історичного розвитку, але з самого початку своєї історії. 2010 року науковці на чолі із археологом Елені Панагопулу знайшли залишки найдавнішого у світі морського судна поблизу південного узбережжя грецького острова Крит, датованого близько 130 тисячами років тому. Це дозволило відсунути рамки перших у світі морських подорожей на 60 тисяч років пізніше. Поряд із кораблем знайдено близько 2000 дрібніших артефактів, в тому числі рудиментарні знаряддя праці. Знахідка має важливе антропологічне значення і змусить переглянути науковців схему еволюції Людини розумної, особливо розвиток її когнітивних здібностей і навичок.
В крито-мікенську епоху закладався фундамент майбутньої еллінської цивілізації. Повною мірою це можна сказати і стосовно морської справи: критяни контролювали усе Егейське море (див. Мінойська таласократія). В епоху архаїки мистецтво античного кораблебудування досягло своєї найвищої точки з винаходом трієри, але потрібно мати на увазі, що цьому передував тривалий період розвитку морської справи в Егейському регіоні, який, розпочавшись ще в III тисячолітті до н. е., підготував основу для еволюції грецького суднобудування надалі.

Морський прапор Грецького королівства (1863—1924 роки; 1935—1970 років)

Вже розвиток морської справи у культури Кікладських островів досяг таких розмірів, що з'явилися перші в Європі зображення кораблів. Мається на увазі зображення суден на так званих «кікладських сковорідках», які датуються серединою III тисячоліття до н. е. Вони дають нам можливість отримати уявлення про початковий етап еволюції античного кораблебудування. Кораблі кікладян мали вигляд досить довгих човнів з високою кормою, піднесеним носом і з тараном у його виступаючої частини.
У VIII—VI століттях до н. е. набуває життєво важливого значення кораблебудування. Великих військових флотів у Греції цього часу не було, оскільки морських воєн греки ще не вели, але для ведення торгівлі, створення численних колоній в різних областях Середземномор'я і Причорномор'я потрібний значний пасажирський і торговий флот. Якщо в гомерівський період грецькі громади жили досить ізольовано і замкнуто, то в VIII—VI століттях до н. е. встановлюються інтенсивні зв'язки між різними полісами, розташованими найчастіше у віддалених областях Середземномор'я, наприклад у Сицилії чи в Причорномор'ї, з містами Егейського басейну. У системі цих активних зносин велику роль відігравала торгівля, обмін різними товарами і сировиною. У нові засновані колонії везли вино, оливкову олію, розписну кераміку, металеві вироби, зброю, а отримували в обмін метали, ліс, шкіру, хліб, рабів.
Втім торговельна буржуазія у новогрецький період від 1870 року до Першої світової війни досягала успіху. Про це свідчить зростання водотоннажності грецького торгового флоту з 250 тисяч т в 1875 до 500 тисяч т в 1911 року і понад 1 млн т в 1915. Розширення судноплавства було дійсно необхідним, враховуючи обмежені можливості сільського господарства і швидке зростання населення країни.

## Сучасний стан
Греція — країна із «зручним прапором». Останні мають велику кількість приписаних до свого флоту іноземних суден через низькі транспортні податки, дешеву робочу силу, що обслуговує судна, і незначні вимоги до техніки безпеки та умов праці транспортного персоналу.
Торговий флот забезпечує приблизно 20% ВВП Греції, будучи найбільшою галуззю економіки країни.
Грецьким судновласникам належить більше 3 500 судів різного типу. Незважаючи на боргову кризу, грецький торговельний флот залишився найбільшим у світі за даними 2011 року. Також потужність суден під грецьким прапором зросла станом на грудень 2011 року до 43 397 млн. DWT.
Станом на 2010 рік грецькі судновласники володіли 25% всього світового флоту. Для порівняння, станом на 2001 рік вони володіли 17,4% світового флоту. Греки контролювали 22,3% світового флоту танкерів, 18,1% вантажних суден, 9,4% хімічного транспорту, 4,5% контейнерних суден, а також 6,7% пасажирських суден. Триває якісне поліпшення та оновлення грецького торгового флоту, середній вік суден якого не перевищує 11,9 років.
За оціночними даними на 2000 рік, торговельний флот Греції становили 780 судів (водотоннажністю 1 000 тонн і більше) загальною водотоннажністю 25564988 брутто-реєстрових тонн / 44761916 довгих тонн повної вантажопідйомності суховантажі — 272, вантажні судна — 55, танкери для перевезення хімікатів — 22, комбіновані суховантажні судна — 5, комбіновані судна, що перевозить руду і нафту — 6, контейнеровози — 51, танкери для перевезення зрідженого газу — 5, багатофункціональні великовантажні судна — 1, пасажирські судна — 14, вантажопасажирські судна — 2, нафтові танкери — 255, судна-рефрижератори — 3, пороми — 20, каботажні пасажирські судна — 63, спеціалізовані танкери — 5, вантажні судна для перевезення транспорту — 1.
Найбільш відомі грецькі судновласники новітньої доби — Аристотель Онассіс, Ставрос Ніархос, Васіліс Константакопулос, Евгеніос Евгенідіс, Нікос Патерас; династії судновлаників — Латсіс, Емберікос, Гуландріс.

## Каботажне судноплавство

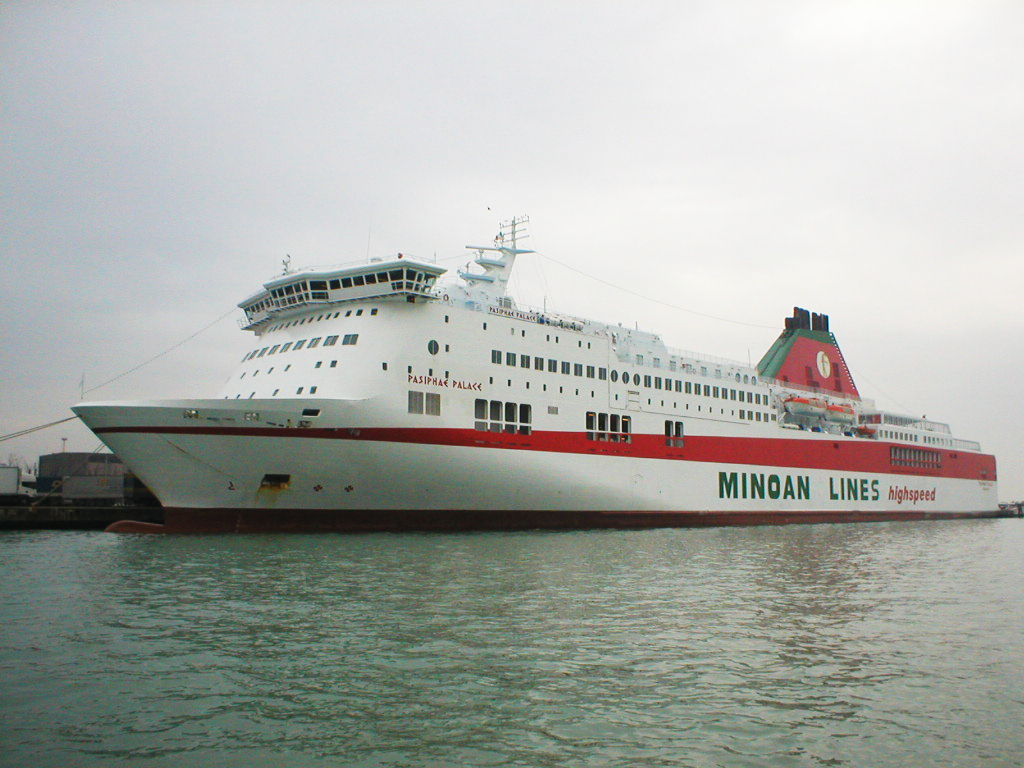
Грецький пасажирський пором компанії Minoan Lines

Грецьке каботажне судноплавство найбільш значуще в Європі. Пірейський порт — найбільший пасажирський порт в Європі, а також третій у світі. Грецькі судна перевозять пасажирів і вантажі з континентальної Греції на Грецькі острови, а також перетинають Адріатичне море, курсуючи між Грецією й Італією. В наш час[коли?] в Греції діє близько 30 підприємств, що займаються каботажним судноплавством. У їх використанні перебуває понад 120 кораблів, включаючи високошвидкісні пороми, катамарани і швидкохідні катери.

## Найважливіші міста-порти Греції

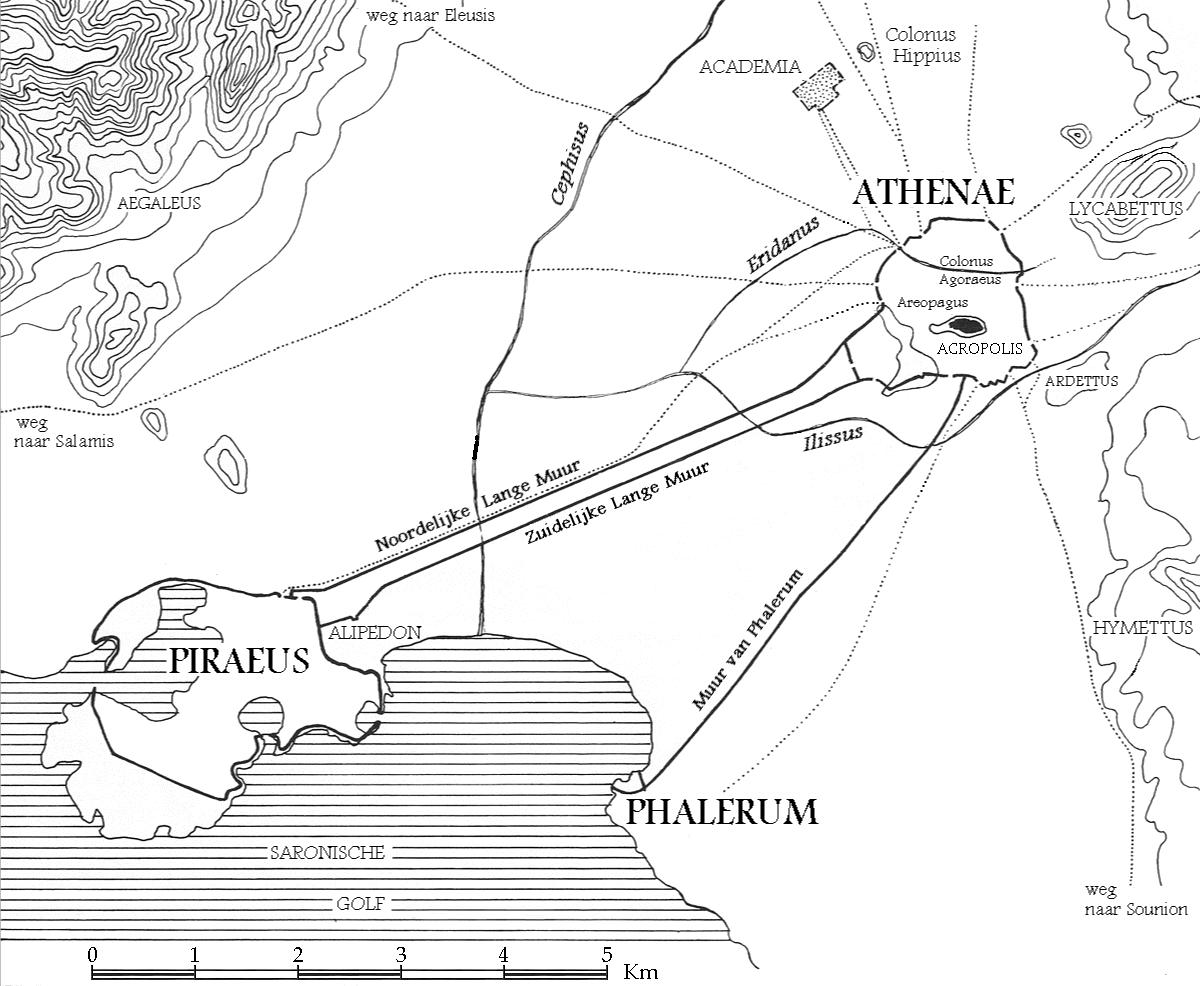
Афіни і порт Пірей в давнину були з'єднані довгими стінами

| - Александруполіс - Антіріо - Аргостоліон - Волос - Воніца - Еретрія - Закінф - Коринф - Корфу - Ігумениця - Іракліон - Каламата - Кавала - Лавріон | - Месолонгіон - Мітилена - Навпакт - Патри - Пірей - Превеза (місто) - Ретимно - Родос - Ріо - Самос (місто) - Санторіні - Салоніки - Хіос - Ханья |